# كريم أباد طبسي (فهرج)
كريم أباد طبسي (بالفارسية: کریم‌آباد طبسی) هي قرية تقع في ناحية نغين كوير في إيران. يقدر عدد سكانها بـ 534 نسمة.